# Suzuki Liana
Suzuki Liana — компактный автомобиль производства компании Suzuki. Пришёл на смену устаревшей модели Suzuki Baleno. Также известен под названием Aerio в Северной Америке. Европейское название LIANA являлось аббревиатурой и расшифровывалось как Life In A New Age (Жизнь в новом веке). Американская версия комплектовалась более мощным двухлитровым двигателем. Автомобиль выпускался с 2001 по 2007 год в кузовах седан и хетчбэк. Помимо переднеприводной компоновки, была также полноприводная. В 2004 году автомобиль получил новый внешний вид, который всё больше напоминал японскую версию, а также получил новый дизельный двигатель HDi объёмом 1400 см3 производства PSA Peugeot Citroën. В 2007 году на смену модели Liana пришла новая модель — Suzuki SX4. Производство автомобиля Suzuki Liana продолжалось до 2014 года в Пакистане и до 2019 года в КНР.
Aerio — версия Suzuki Liana для Северной Америки. Автомобиль оснащался более мощным двигателем объёмом 2,0 л, мощностью 108 кВт (145 л. с.). Коробка передач — 5-ступенчатая механическая (в начальной комплектации) или 4-ступенчатая автоматическая (в топовой комплектации). Также продавались полноприводные автомобили, но только с АКПП. Комплектации: S или GS (2002—2004), S или SX (2005), Base или Premium (2006—2007). В 2004 году автомобиль был оснащён двигателем объёмом 2,3 л, мощностью 116 кВт (155 л. с.), а в 2005 году произошёл рестайлинг экстерьера.

## Интересные факты
- С 2002 по 2006 год Suzuki Liana снимался в телевизионной передаче Top Gear в рубрике «Звезда в бюджетном автомобиле».
- С 2002 года Suzuki Liana выпускался только для внутреннего японского рынка[11].

## Двигатели
| Модель               | Объём    | Мощность               | Крутящий момент        | Особенность | Годы производства |
| -------------------- | -------- | ---------------------- | ---------------------- | --- | ----------------- |
| Бензиновые двигатели |          |                        |                        | |                   |
| 1.3                  | 1328 см³ | 66 кВт при 5750 мин−1  | 116 Н⋅м при 4750 мин−1 | Только с пятиступенчатой механической трансмиссией                                                                                                   | 2001—2006         |
| 1.5                  | 1491 см³ | 82 кВт при 6000 мин−1  | 143 Н⋅м при 4000 мин−1 | Только на рынках США; только с пятиступенчатой механической трансмиссией; опционально — с полным приводом                                            | 2001—2007         |
| 1.6                  | 1586 см³ | 76 кВт при 5500 мин−1  | 144 Н⋅м при 4000 мин−1 | С пятиступенчатой механической трансмиссией; в кузове пятидверный хетчбэк — также с четырёхступенчатой автоматической трансмиссией и полным приводом | 2001—2004         |
| 1.6                  | 1586 см³ | 79 кВт при 5500 мин−1  | 144 Н⋅м при 4000 мин−1 | С пятиступенчатой механической трансмиссией; в кузове пятидверный хетчбэк — также с четырёхступенчатой автоматической трансмиссией и полным приводом | 2004—2007         |
| 1.8                  | 1796 см³ | 92 кВт при 5500 мин−1  | 170 Н⋅м при 4200 мин−1 | Только на рынках США; только с пятиступенчатой механической трансмиссией; опционально — с полным приводом                                            | 2001—2007         |
| 2.0                  | 1994 см³ | 108 кВт при 5700 мин−1 | 184 Н⋅м при 3000 мин−1 | Только на рынках США; с пятиступенчатой механической или четырёхступенчатой автоматической трансмиссией; опционально — с полным приводом             | 2001—2007         |
| 2.3                  | 2294 см³ | 115 кВт при 5400 мин−1 | 206 Н⋅м при 3000 мин−1 | Только на рынках США; с пятиступенчатой механической или четырёхступенчатой автоматической трансмиссией; опционально — с полным приводом             | 2004—2007         |
| Дизельные двигатели  |          |                        |                        | |                   |
| 1.4 DDiS             | 1398 см³ | 66 кВт при 4000 мин−1  | 200 Н⋅м при 1750 мин−1 | Только с пятиступенчатой механической трансмиссией; Двигатель PSA DV4TED4                                                                            | 2004—2006         |